# Josip Stare
Josip Stare, slovenski zgodovinar, pisatelj in prevajalec, * 16. oktober 1842, Ljubljana, † 13. maj 1907, Ljubljana.

## Življenjepis
Stare je od leta 1862 do 1866 v Pragi študiral slavistiko, zgodovino in geografijo. Po končanem študiju je bil od 1867 dalje profesor v Osijeku, Varaždinu, Bjelovarju in od 1891 do 1894 v Zagrebu začasni vodja višje realke ter od 1897 do 1904 realne gimnazije.
Stare je bil leta 1867 tudi eden od soustanoviteljev Dramatičnega društva v Ljubljani, za katerega je prevedel več del iz češkega jezika. Na Hrvaškem pa je bil več let odbornik Matice hrvatske. Stare se je zavzemal za tesnejše sodelovanje Slovencev in Hrvatov. Na njegove poglede sta vplivala utemeljitelj Hrvaške akademije znanosti in umetnosti J.J. Strossmayer in zgodovinar F. Rački.
Dopisoval je v več hrvaških in slovenskih časopissov. Zaslovel je z delom Občna zgodovina za slovensko ljudstvo. Obsežno delo je izšlo od leta 1874 do 1891 pri Mohorjevi družbi v Celovcu v 15 snopičih  na 2500 straneh. Za zbirko Die Völker Oesterreich-Ungarns je napisal knjigo Die Kroaten im Königreiche Kroatien und Slavonien (Dujaj, 1882)

## Literarno delo
Josip Stare spada med t. i. pisatelje učence »mladoslovenskih pisateljev«. Kot pripovednik je bil pod vplivom J. Kersnika. Zgledoval pa se je tudi na dela I.S. Turgenjeva in A.Šenoe.
Pisal je  romantično-realistične novele in povesti v katerih je opisoval praške, ljubljanske in hrvaške razmere, katerim pa je dodal veliko osebnih pogledov. 
- Dela
  - Vinko
  - Prvi sneg
  - Vanda
  - Zadruga
  - Lisjakova hči